# 聖何塞德費利西亞諾

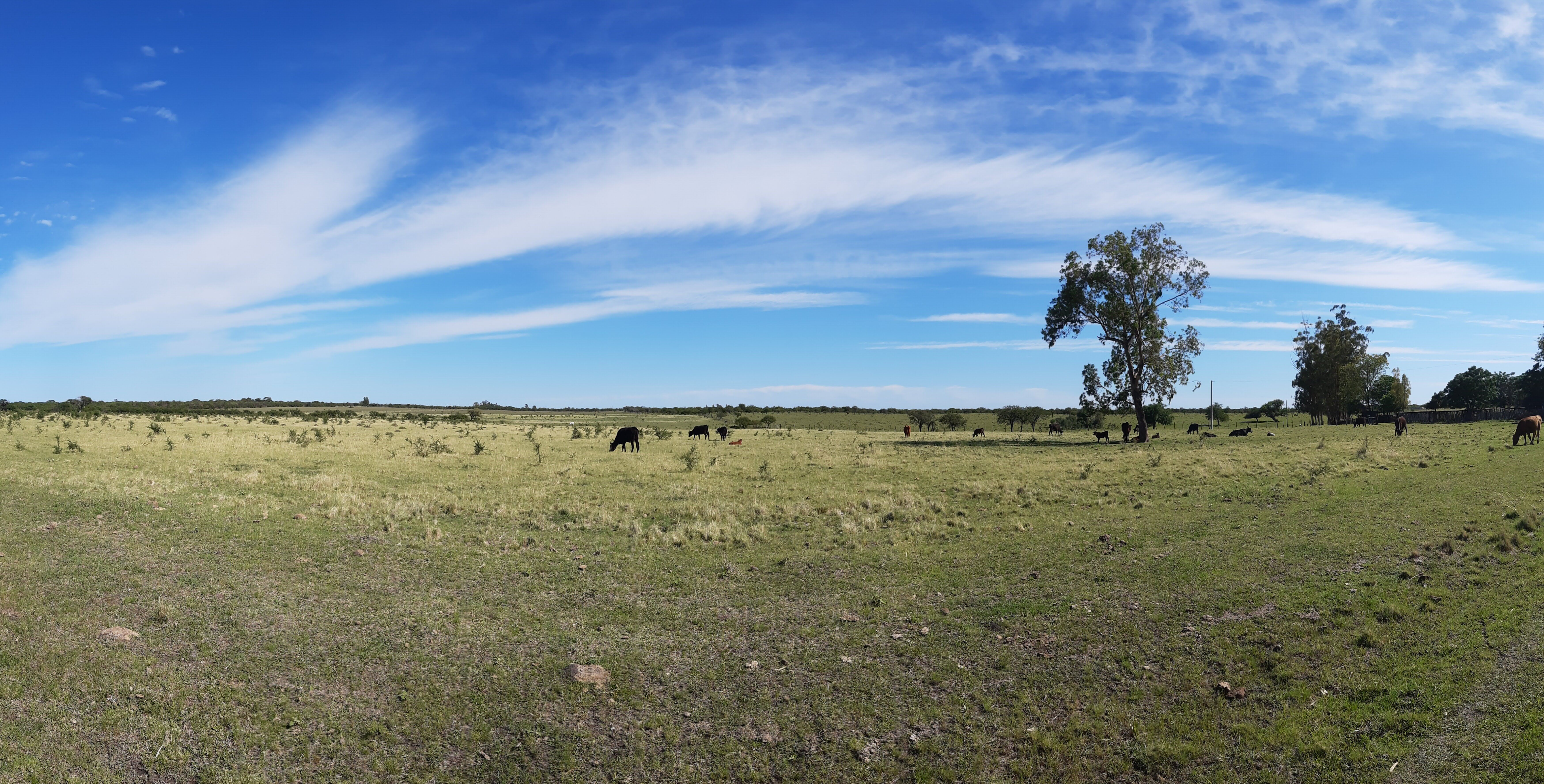
聖何塞德費利西亞諾

30°23′S 58°45′W / 30.383°S 58.750°W
聖何塞德費利西亞諾（西班牙語：San José de Feliciano），是阿根廷的城鎮，位於該國東北部恩特雷里奧斯省，是費利西亞諾縣的首府，始建於1818年，海拔高度53米，2010年人口12,084。